# Österbotten (nutida landskap)
Österbotten (finska: Pohjanmaan maakunta) är ett landskap beläget i västra Finland, vid Bottenhavets och Kvarkens östra kust. Landskapets centralort är den tvåspråkiga staden Vasa. Landskapets befolkning utgörs än idag av en svenskspråkig majoritet (50 % av invånarna år 2013), även om andelen sjunkit betydligt sedan 1800-talet.

## Namnet
Huruvida det finska namnet härrör sig från ordet "botten" (fi. pohja) är inte entydigt; namnledet återfinns dock även i exempelvis Bottniska viken (fi. Pohjanlahti) och Bottenhavet i betydelsen 'vik' av fornsvenska 'botn'. På  finlandssvensk slang benämns Österbotten ibland Pampas enligt den platta landskapstypens likhet med Pampas-området i Argentina.

## Historia
Österbottens historia har (liksom Finland som helhet) starka kopplingar till Sverige. Österbotten befolkades möjligtvis redan under folkvandringstiden, men åtminstone under vikingatiden, av folk från Skandinavien genom en expansion. Detta går att höra om man lyssnar till österbottniskan, som exempelvis delar de fornnordiska diftongerna ei, au och öy.
Det historiska landskapet Österbotten omfattade de fem nuvarande finska landskapen Österbotten, Södra Österbotten, Mellersta Österbotten, Norra Österbotten och Kajanaland samt delar av det nuvarande landskapet Lappland. Under den svenska perioden var historiska Österbotten ett eget län, Österbottens län, från 1634 till 1775.

## Nutid

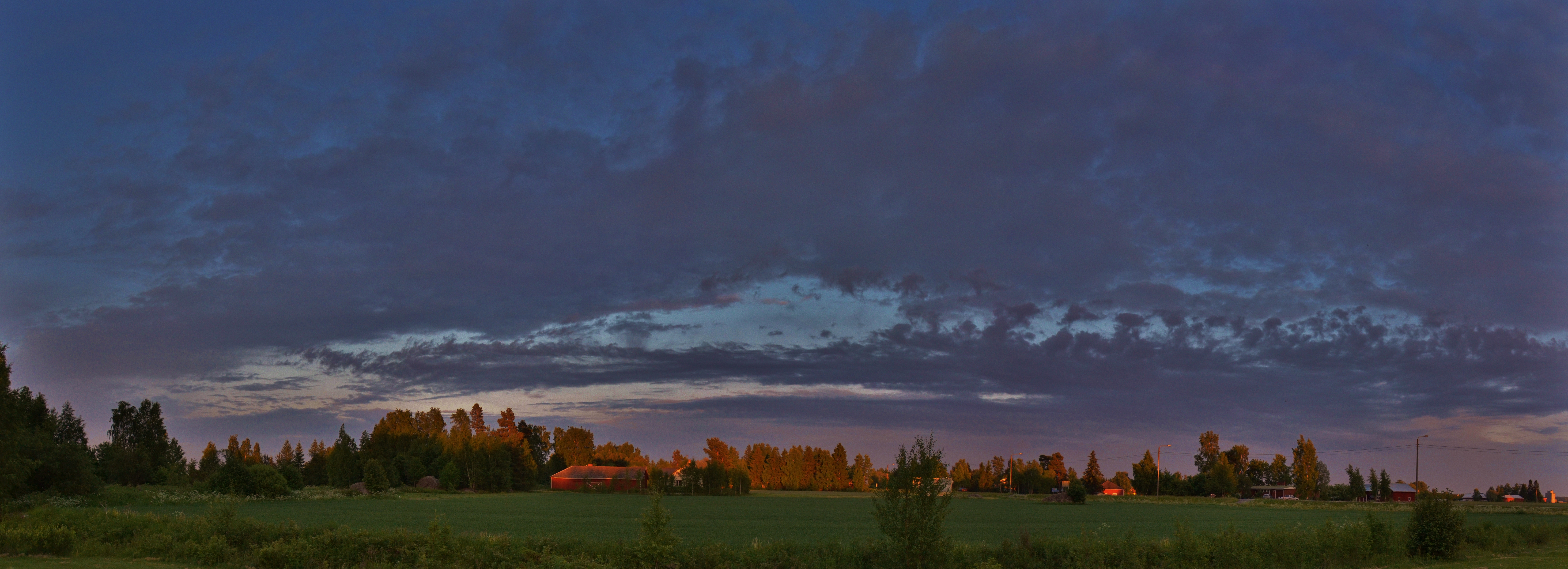
Österbottnisk landsbygdsvy i Laihela 2011.

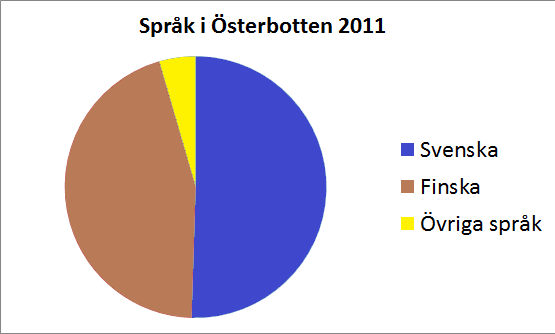
Fördelning av modersmålstalare av svenska, finska och övriga språk i Österbotten år 2011.

Det nuvarande landskapet Österbotten bildades genom en landskapsreform 1997, då de nuvarande landskapsförbunden bildades. Landskapet sammanfaller nästan helt med språkområdet Svenska Österbotten.

### Kommuner
Landskapet omfattar (sedan den 1 januari 2021) 14 kommuner, av vilka sex är städer (fetstil):
| - Jakobstad (Pietarsaari) (2) - Kaskö (Kaskinen) (3) - Korsholm (Mustasaari) (4) - Korsnäs (5) - Kristinestad (Kristiinankaupunki) (6) - Kronoby (Kruunupyy) (7) - Laihela (Laihia) (8) - Larsmo (Luoto) (9) - Malax (Maalahti) (10) - Närpes (Närpiö) (11) - Nykarleby (Uusikaarlepyy) (12) - Pedersöre (Pedersören kunta) (14) - Vasa (Vaasa) (15+16) - Vörå (Vöyri) (13+17) | Österbottens kommuner |

Finskspråkiga Storkyro kommun (nummer 1 på kartan) hörde tidigare till Österbotten, men fördes 2021 över till landskapet Södra Österbotten.

### Språk
I språkligt avseende är 11 av Österbottens 14 kommuner tvåspråkiga med svenska som majoritetsspråk; Kaskö och Vasa är tvåspråkiga med finska som majoritetsspråk. Laihela är enspråkigt finskt. Kommunerna Korsnäs, Larsmo och Närpes är frivilligt tvåspråkiga då den finsktalande befolkningen i dessa kommuner inte är nog stor för att det ska vara ett krav enligt Finlands språklag.
| Språk          | Talare | %      |
| -------------- | ------ | ------ |
| svenska        | 89 161 | 50,65  |
| finska         | 73 120 | 41,54  |
| vietnamesiska  | 1 617  | 0,92   |
| arabiska       | 1 262  | 0,72   |
| ryska          | 1 017  | 0,58   |
| serbokroatiska | 888    | 0,50   |
| engelska       | 692    | 0,39   |
| ukrainska      | 690    | 0,39   |
| somaliska      | 512    | 0,29   |
| persiska       | 499    | 0,28   |
| Övriga språk   | 6 583  | 3,74 % |

### Välfärdsområde
Hela landskapet tillhör Österbottens välfärdsområde som ansvarar för social- och hälsovård samt räddningstjänst.

## Ekonomi
Landskapet är indelat i fyra ekonomiska regioner.
- Jakobstadsregionen
- Vasa ekonomiska region
- Kyroland
- Sydösterbotten

BNP per capita i Österbotten uppgick 2007 till 32 043 euro, vilket var 94,3% av nivån för hela landet och placerade landskapet på sjätte plats. Arbetslösheten var i april 2015 8,4%, vilket var lägst i fastlandsfinland. Andelen personer i arbetsför ålder var 2007 64,1%, vilket var fjärde lägst i landet. Trots det var sysselsättningsgraden 74,2%, jämfört med 69,9% i hela landet. Utbildningsnivån är något lägre än i landet som helhet, och utflyttning till södra Finland medför brist på kompetent arbetskraft. Förenings- och kulturlivet är mångsidigt, vilket stärks av tvåspråkigheten. Inom Vasa sjukvårdsdistrikt, som väsentligen sammanfaller med landskapet, var sjuklighetsindexet 2007 90,3%, vilket var lägre än riksgenomsnittet. Särskilt mortalitet (82,6%)  och arbetsoförmögenhet (88,7%) är betydligt lägre än i övriga delar av landet. Österbottens förbund konstaterar att Österbotten generellt är ett landskap med välmående och aktiva människor.
Österbotten är känt för sin företagsamhet. Det finns en stark företagartradition och företagaranda, liksom kunnande och specialisering. Socialt kapital, kulturell mångfald och sammanhållning hör också till styrkorna. Industrin är mångsidig och internationellt inriktad - 63,6% går på export, jämfört med 56,1% för hela landet. Energisektorn är välutvecklad och har betydande potential. Försvarsminister Carl Haglund sade vid ett besök i Österbotten 2014 att om resten av Finland var lika företagsamt som Österbotten skulle landet inte ha några ekonomiska problem.